# Linia kolejowa nr 458
Linia kolejowa nr 458 – pierwszorzędna, zelektryfikowana, jedno- i dwutorowa linia kolejowa łącząca stację Łódź Fabryczna ze stacją Łódź Widzew.
Wykorzystywana jest przez pociągi omijające stację Łódź Niciarniana – początek linii znajduje się bezpośrednio przed peronem stacji.
W dalszej perspektywie linia ta ma zostać włączona do projektowanej linii dużych prędkości o numerze 85, prowadzącej z Warszawy w kierunku Poznania.